# Kim Joo-ah
Kim Joo-ah (kor. 김주아; ur. 4 stycznia 2004 w Seulu) – południowokoreańska aktorka.

## Życiorys
Kim Joo-ah urodziła się 4 stycznia 2004 roku w seulskiej dzielnicy Songpa-ru.

## Kariera
Kim Joo-ah miała swój debiut aktorski w 2017, gdy jako aktorka dziecięca wystąpiła w filmie Glimmering jako Seon-ah.
W 2020 wystąpiła w koreańskim serialu The Cursed. W 2022  zagrała w serialu All of Us Are Dead, w którym wcieliła się w rolę Yoon I-sak.

## Filmografia

### Filmy
- 2017:
  - Glimmering jako Seon-ah
  - Almond: My Voice is Breaking jako Joo-ah
- 2018:
  - Her Bath jako Jin-ah
  - Herstory jako Kim Ju-ah
  - A Boy and Sungreen jako Nok-yang
- 2019:
  - LingLing jako Jin-a
  - Knowingly Unknown jako Ye-shin
- 2020: A Bedstore jako Park Mi-ra
- 2022: Kim Min Young of the Report Card jako Yoo Jung-hee

### Seriale
- 2020: The Cursed jako Im Jin-hee
- 2021: Would You Like a Cup of Coffee? jako Seo Hye-ji
- 2022:
  - All of Us Are Dead jako Yoon I-sak
  - The Mentalist
- 2023: Dzienna porcja słońca jako Park Byeong-hui